# Charging Bull
Charging Bull, Byk z Wall Street – brązowy posąg szarżującego byka, stojący w pobliżu New York Stock Exchange w Nowym Jorku, jeden z najbardziej rozpoznawalnych symboli miasta.

## Opis
Rzeźba przedstawia szarżującego byka, z pochylonym tułowiem i opuszczoną głową. Posąg wykonany jest z brązu, jego masa to 3200 kg, długość 4,9 m, a wysokość – 3,4 m. Prace nad rzeźbą trwały dwa lata. Koszty wykonania – 350 tys. dolarów – poniósł autor.
Wśród turystów odwiedzających Nowy Jork popularna jest legenda, zgodnie z którą byk przyniesie sukces finansowy każdemu, kto dotknie jego genitaliów. Ponadto byka za maskotkę swojego zawodu uważają maklerzy giełdowi.

## Historia

Arturo Di Modica przy rzeźbie (2014).

Autorem rzeźby jest Arturo Di Modica. Zgodnie z intencją artysty miała symbolizować „siłę i moc narodu amerykańskiego” oraz podniesienie się i powrót do szybkiego rozwoju po kryzysie giełdowym z 1987 roku, dlatego na miejsce jej ustawienia wybrał ulicę, przy której znajduje się siedziba nowojorskiej giełdy. Rzeźba została ustawiona bez wymaganych zezwoleń, dlatego w noc poprzedzającą jej ustawienie Di Modica udał się na rekonesans w okolicę giełdy i ustalił, że ze względu na policyjne patrole wyładowanie rzeźby musi trwać maksimum 4,5 minuty. Rzeźbę przywieziono na wybrane miejsce na Broad Street i ustawiono 15 grudnia 1989 roku o godzinie 1:00 w nocy. Po przywiezieniu byka na miejsce Di Modica odkrył, że dojazd do giełdy blokuje duża choinka, w związku z czym zdecydował się wyładować posąg pod choinką jako prezent dla nowojorczyków.
Rzeźba bardzo szybko zyskała dużą popularność wśród mieszkańców, którzy mijali ją rankiem, a w mediach jej pojawienie się stało się ważną informacją, jednak jeszcze tego samego dnia posąg został zabezpieczony przez policję i wywieziony do dzielnicy Queens. W związku z żądaniami nowojorczyków, by byk powrócił na swoje miejsce, zezwolono na czasowe umieszczenie go w Bowling Green Park niedaleko Wall Street, gdzie stoi do tej pory i jest jednym z najważniejszych symboli Nowego Jorku. Na terenie parku posąg został ustawiony 21 grudnia 1989 roku. Di Modica odmówił władzom NYSE przygotowania korespondującej rzeźby niedźwiedzia, bo intencją artysty było pokazanie wigoru i powodzenia, tymczasem niedźwiedź symbolizuje bessę.
Modica wykonał cztery kopie byka, z których pierwsza jest własnością Mariusza Świtalskiego i znajduje się na terenie jego rezydencji w Sowińcu, a trzy pozostałe należą do brytyjskiego biznesmena Joego Lewisa (jeden w jego posiadłości w Orlando na Florydzie, a dwa na Bahamach). Joe Lewis zakupił także oryginalnego byka i podarował miastu Nowy Jork.
W wigilię 2010 roku nowojorska artystka Agata Oleksiak ubrała byka w zrobiony na drutach kaftan, powstał także poświęcony mu film Lucky Balls – The True Story of Charging Bull.
7 marca 2017 r. naprzeciw byka ustawiona została rzeźba Nieustraszona Dziewczynka. W odpowiedzi Di Modica zażądał przeniesienia pomnika w inne miejsce, jako że zmienia wymowę jego rzeźby.